# AFC Champions League 2006
De AFC Champions League 2006 was de vierde editie van dit voetbaltoernooi voor clubteams dat jaarlijks door de Asian Football Confederation (AFC) wordt georganiseerd.
Titelhouder was Al-Ittihad Djedda uit Saoedi-Arabië. De Zuid-Koreaanse club Jeonbuk Hyundai Motors nam de titel over door in de finale over twee wedstrijden de Syrische club Al-Karamah te verslaan (2-0, 1-2). Met de eindoverwinning kwalificeerde Jeonbuk zich tevens voor het wereldkampioenschap voetbal voor clubs 2006.

## Deelname
Deelname was beperkt tot clubs uit de eerste veertien landen op de AFC-ranglijst.
Centraal- en West-Azië
 Irak,  Iran,  Koeweit,  Oezbekistan,  Qatar,  Saoedi-Arabië,  Syrië,  Verenigde Arabische Emiraten
Oost-Azië
 China,  Indonesië,  Japan,  Thailand,  Vietnam,  Zuid-Korea

## Wedstrijden

### Groepsfase
Titelhouder Al-Ittihad Djedda was tot de kwartfinale vrij gesteld van spelen. In de deze fase moesten 28 clubs (2 uit elk land) in zeven groepen van vier strijden voor de overige zeven plaatsen in de kwartfinale. De clubs uit Indonesië en Thailand werden na de loting van deelname uitgesloten vanwege te late inlevering van de spelerslijsten.
Speeldata
1e wedstrijd: 8 maart
2e wedstrijd: 22 maart
3e wedstrijd: 12 april
4e wedstrijd: 26 april
5e wedstrijd: 3 mei
6e wedstrijd: 17 mei

#### Groep A
| # | Club                | AW | W | G | V | PTN | V-T  |
| - | ------------------- | -- | - | - | - | --- | ---- |
| 1 | Al-Qadisiya Koeweit | 6  | 3 | 2 | 1 | 11  | 9-11 |
| 2 | Pakhtakor Tasjkent  | 6  | 3 | 1 | 2 | 10  | 11-7 |
| 3 | Al-Ittihad Aleppo   | 6  | 2 | 2 | 2 | 7   | 6-7  |
| 4 | Foolad Ahvaz        | 6  | 1 | 1 | 4 | 4   | 8-9  |

| Club                | FOO | ITT | PAK | QAD |
| ------------------- | --- | --- | --- | --- |
| Foolad Ahvaz        |     | 1-2 | 1-3 | 6-0 |
| Al-Ittihad Aleppo   | 0-0 |     | 2-1 | 2-2 |
| Pakhtakor Tasjkent  | 2-0 | 2-0 |     | 2-2 |
| Al-Qadisiya Koeweit | 2-0 | 1-0 | 2-1 |     |

#### Groep B
| # | Club            | AW | W | G | V | PTN | V-T  |
| - | --------------- | -- | - | - | - | --- | ---- |
| 1 | Al Ain FC       | 6  | 4 | 1 | 1 | 13  | 10-6 |
| 2 | Al-Hilal Riyad  | 6  | 3 | 1 | 2 | 10  | 12-7 |
| 3 | Mash‘al Mubarek | 6  | 2 | 2 | 2 | 8   | 7-11 |
| 4 | Al-Mina‘a Basra | 6  | 0 | 2 | 4 | 2   | 6-11 |

| Club            | AIN | HIL | MAS | MIN |
| --------------- | --- | --- | --- | --- |
| Al Ain FC       |     | 2-0 | 2-1 | 2-1 |
| Al-Hilal Riyad  | 2-1 |     | 5-0 | 3-1 |
| Mash‘al Mubarak | 1-1 | 2-1 |     | 2-2 |
| Al-Mina‘a Basra | 1-2 | 1-1 | 0-1 |     |

#### Groep C
| # | Club                 | AW | W | G | V | PTN | V-T   |
| - | -------------------- | -- | - | - | - | --- | ----- |
| 1 | Al-Karamah           | 6  | 4 | 0 | 2 | 12  | 10-11 |
| 2 | Saba Battery Teheran | 6  | 3 | 1 | 2 | 10  | 13-8  |
| 3 | Al-Wahda FC          | 6  | 2 | 1 | 3 | 7   | 14-15 |
| 4 | Al-Gharrafa          | 6  | 2 | 0 | 4 | 6   | 11-14 |

| Club                 | GAR | KAR | SAB | WAH |
| -------------------- | --- | --- | --- | --- |
| Al-Gharrafa          |     | 4-0 | 0-2 | 5-3 |
| Al-Karamah           | 3-1 |     | 1-0 | 2-1 |
| Saba Battery Teheran | 4-1 | 1-2 |     | 2-2 |
| Al-Wahda FC          | 2-0 | 4-2 | 2-4 |     |

#### Groep D
| # | Club              | AW | W | G | V | PTN  | V-T  |
| - | ----------------- | -- | - | - | - | ---- | ---- |
| 1 | Al-Shabab Riyad   | 6  | 4 | 1 | 1 | 13 * | 9-6  |
| 2 | Al-Sadd Doha      | 6  | 4 | 1 | 1 | 13 * | 13-5 |
| 3 | Al-Quwa Al-Jawiya | 6  | 2 | 0 | 4 | 6    | 5-9  |
| 4 | Al-Arabi Koeweit  | 6  | 1 | 0 | 5 | 3    | 5-12 |

| Club              | ARA | QUW | SAD | SHA |
| ----------------- | --- | --- | --- | --- |
| Al-Arabi Koeweit  |     | 0-1 | 1-2 | 3-0 |
| Al-Quwa Al-Jawiya | 3-0 |     | 0-2 | 0-2 |
| Al-Sadd Doha      | 4-1 | 3-0 |     | 2-3 |
| Al-Shabab Riyad   | 2-0 | 2-1 | 0-0 |     |

* Rangschikking op basis van onderling resultaat.

#### Groep E
| # | Club                   | AW | W | G | V | PTN | V-T  |
| - | ---------------------- | -- | - | - | - | --- | ---- |
| 1 | Jeonbuk Hyundai Motors | 6  | 4 | 1 | 1 | 13  | 11-5 |
| 2 | Dalian Shide           | 6  | 4 | 0 | 2 | 12  | 7-6  |
| 3 | Gamba Osaka            | 6  | 3 | 1 | 2 | 10  | 26-7 |
| 4 | Đà Nẵng FC             | 6  | 0 | 0 | 6 | 0   | 1-27 |

| Club                   | DAL | DNF  | GAM | JEO |
| ---------------------- | --- | ---- | --- | --- |
| Dalian Shide           |     | 1-0  | 2-0 | 1-0 |
| Đà Nẵng FC             | 0-2 |      | 1-5 | 0-1 |
| Gamba Osaka            | 3-0 | 15-0 |     | 1-1 |
| Jeonbuk Hyundai Motors | 3-1 | 3-0  | 3-2 |     |

#### Groep F
| # | Club                   | AW                | W                 | G                 | V                 | PTN               | V-T               |
| - | ---------------------- | ----------------- | ----------------- | ----------------- | ----------------- | ----------------- | ----------------- |
| 1 | Ulsan Hyundai Horang-i | 2                 | 2                 | 0                 | 0                 | 6                 | 3-0               |
| 2 | Tokyo Verdy            | 2                 | 0                 | 0                 | 2                 | 0                 | 0-3               |
|   | Arema Malang           | gediskwalificeerd | gediskwalificeerd | gediskwalificeerd | gediskwalificeerd | gediskwalificeerd | gediskwalificeerd |
|   | Tobacco Monopoly       | gediskwalificeerd | gediskwalificeerd | gediskwalificeerd | gediskwalificeerd | gediskwalificeerd | gediskwalificeerd |

| Club                   | TOK | ULS | ARA | TOB |
| ---------------------- | --- | --- | --- | --- |
| Tokyo Verdy            |     | 0-2 |     |     |
| Ulsan Hyundai Horang-i | 1-0 |     |     |     |
| Arema Malang           |     |     |     |     |
| Tobacco Monopoly       |     |     |     |     |

#### Groep G
| # | Club                            | AW                | W                 | G                 | V                 | PTN               | V-T               |
| - | ------------------------------- | ----------------- | ----------------- | ----------------- | ----------------- | ----------------- | ----------------- |
| 1 | Shanghai Shenhua                | 2                 | 2                 | 0                 | 0                 | 6                 | 7-3               |
| 2 | Gach Dong Tam Long An           | 2                 | 0                 | 0                 | 2                 | 0                 | 3-7               |
|   | Persipura Jayapura              | gediskwalificeerd | gediskwalificeerd | gediskwalificeerd | gediskwalificeerd | gediskwalificeerd | gediskwalificeerd |
|   | Provincial Electrical Authority | gediskwalificeerd | gediskwalificeerd | gediskwalificeerd | gediskwalificeerd | gediskwalificeerd | gediskwalificeerd |

| Club                            | GAC | SHA | PER | PRO |
| ------------------------------- | --- | --- | --- | --- |
| Gach Dong Tam Long An           |     | 2-4 |     |     |
| Shanghai Shenhua                | 3-1 |     |     |     |
| Persipura Jayapura              |     |     |     |     |
| Provincial Electrical Authority |     |     |     |     |

### Kwartfinale
De heenwedstrijden werden op 13 september gespeeld, de terug wedstrijden op 20 september.
| Team 1                  | Tot. | Team 2                 | 1e wedstr. | 2e wedstr. |
| ----------------------- | ---- | ---------------------- | ---------- | ---------- |
| Shanghai Shenhua        | 3-4  | Jeonbuk Hyundai Motors | 1-0        | 2-4        |
| Al-Ittihad Djedda       | 2-4  | Al-Karamah             | 2-0        | 0-4 nv     |
| Ulsan Hyunadai Horang-i | 7-0  | Al-Shabab Riyad        | 6-0        | 1-0        |
| Al-Qadisiya Koeweit     | 5-2  | Al Ain FC              | 2-2        | 3-0        |

### Halve finale
De heenwedstrijden werden op 27 september gespeeld, de terug wedstrijden op 18 oktober.
| Team 1                 | Tot. | Team 2                  | 1e wedstr. | 2e wedstr. |
| ---------------------- | ---- | ----------------------- | ---------- | ---------- |
| Jeonbuk Hyundai Motors | 6-4  | Ulsan Hyunadai Horang-i | 2-3        | 4-1        |
| Al-Karamah             | 1-0  | Al-Qadisiya Koeweit     | 0-0        | 1-0        |

### Finale
De heenwedstrijd werd op 1 november gespeeld, de terug wedstrijd op 8 november.
| Team 1                 | Tot. | Team 2     | 1e wedstr. | 2e wedstr. |
| ---------------------- | ---- | ---------- | ---------- | ---------- |
| Jeonbuk Hyundai Motors | 3-2  | Al-Karamah | 2-0        | 1-2        |